# Diomedes, el cacique de la junta
Diomedes, el cacique de la junta é uma telenovela colombiana, produzida e exibida pela RCN Televisión. Está sendo exibida originalmente desde 15 de janeiro de 2015 e a protagonização recai a Orlando Liñan e Eileen Moreno.

## Elenco
- Orlando Liñan - Diomedes Díaz
- Kimberly Reyes - Lucia Arjona
- Carolina Duarte - Bertha Mejía
- Eileen Moreno - Consuelo Martines
- Victor Hugo Trespalacios - Mono Arjona
- Adriana Ricardo - Elvira
- Margarita Reyes - Barbara